# Sainte-Marguerite-en-Ouche
 Sainte-Marguerite-en-Ouche  là một xã của tỉnh Eure, thuộc vùng Normandie, miền bắc nước Pháp.